# Pallidoplectron turneri
Pallidoplectron turneri is een rechtvleugelig insect uit de familie grottensprinkhanen (Rhaphidophoridae). De wetenschappelijke naam van deze soort is voor het eerst geldig gepubliceerd in 1958 door Richards.